# Serhij Lebid
Serhij Petrowytsch Lebid (ukrainisch Сергій Петрович Лебідь, englische Transkription Serhiy Lebid, auch russisch Сергей Лебедь, Sergei / Sergey Lebed; * 15. Juli 1975 in Dnipropetrowsk, Ukrainische SSR) ist ein ehemaliger ukrainischer Langstreckenläufer.

## Leben
Seine größten Erfolge errang er bei den europäischen Meisterschaften im Crosslauf, bei denen er bislang neunmal Gold, einmal Silber und zweimal Bronze holte.
Bei den Crosslauf-Weltmeisterschaften wurde er 2000 Achter und 2001 Zweiter.
Im 5000-Meter-Lauf wurde er bei den Olympischen Spielen 2000 in Sydney Siebter, und im Jahr darauf holte er über dieselbe Distanz Gold bei der Universiade. Bei den Europameisterschaften 2002 in München folgte dann Bronze, bei den Olympischen Spielen 2004 in Athen scheiterte er jedoch ebenso im Halbfinale wie bei den Weltmeisterschaften 2005 in Helsinki.
2006 wurde er bei den Europameisterschaften in Göteborg Fünfter im 10.000-Meter-Lauf.
Im Dezember 2008 wurde er in Brüssel Crosslauf-Europameister und er konnte diesen Erfolg 2010 in Portugal wiederholen.
Serhij Lebid startete in London bei den Olympischen Spielen 2012 über 5000 Meter, schied jedoch im Vorlauf aus.
Am 20. April 2014 gewann er den Nagano-Marathon in 2:13:56 h. Seine persönliche Bestzeit über dieselbe Distanz erreichte er im November desselben Jahres. Beim Halbmarathon in Karlovy Vary im Mai 2018 blieb er mit 1:05:08 h nur gut drei Minuten über seiner fünfzehn Jahre alten persönlichen Bestmarke in dieser Disziplin.
Seit 2018 tritt Serhij Lebid nicht mehr international in Erscheinung.

## Bestzeiten
- 1500 m: 3:38,44 min, 2. Juli 2005, Kiew
- 3000 m: 7:35,06 min, 19. Juli 2002, Monaco (ukrainischer Rekord)
- 5000 m: 13:10,78 min, 6. September 2002, Berlin (ukrainischer Rekord)
- 10.000 m: 28:09,71 min, 26. Mai 2006, Prag
- 10-km-Straßenlauf: 27:58 min, 30. Dezember 2007, Houilles (ukrainischer Rekord)
- Halbmarathon: 1:01:51 h, 5. April 2003, Mailand (ukrainischer Rekord)
- Marathon: 2:08:32 h, 9. November 2014, Seoul